# ديفيست أو إس
ديفيست أو إس (بالإنجليزية: DivestOS)‏ هي توزيعة أندرويد ‏ مُوَّجَهةٌ أمنيًّا ‏، تمَّ إنشاؤها كتفرع مُعدَّل مِن لِنيَج أُو إس لأوَّل مرَّة في عام 2014. تقوم التوزيعة بإزالة مكونات نظام أندرويد الاحتكاريَّة افتراضيًّا، وتحتوي على البرمجيَّات الحُرَّة فقط.